# Melipotis punctifinis
Melipotis punctifinis là một loài bướm đêm trong họ Erebidae.